# Ровенца (Комо)
Ровенца је насеље у Италији у округу Комо, региону Ломбардија.
Према процени из 2011. у насељу је живело 5 становника. Насеље се налази на надморској висини од 706 м.